# Wappenbuch des gesammten Adels des Königreichs Bayern

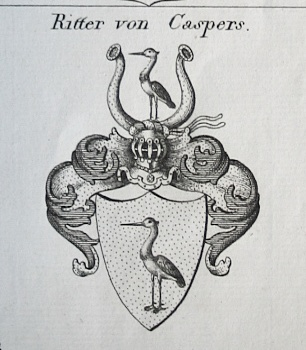
Wappen des geadelten bayerischen Offiziers Karl von Caspers (1776–1843), Datum 1821, Tyroffs Wappenbuch des gesamten Adels im Königreich Bayern, Urheber K. Tyroff

Das Wappenbuch des gesammten Adels des Königreichs Bayern ist die Zusammenfassung aller Wappen des Adels des Königreichs Bayern. Dieses Wappenbuch, in 27 Bändern, wurde zwischen 1818 und 1870 vom bayerischen Hofagenten Konrad Tyroff (1771–1826) und dessen Sohn Johann Andreas Tyroff (1801–1872) erstellt und vom Tyroffschen Kunst- und Wappenverlag zu Nürnberg herausgegeben. Konrad Tyroff war der Sohn des Hermann Jakob und Heraldiker, er gab verschiedene Wappenbücher heraus und starb als königlich bayerischer Hofagent und Direktor des Wappenbüros im Jahre 1826.

## Die Bände
- Band 1: 1818
- Band 2: 1819
- Band 3: 1820
- Band 4: 1822
- Band 5: 1822
- Band 6: 1823
- Band 7: 1824
- Band 8: 1825
- Band 9: 1826
- Band 10: 1831
- Band 11: 1838
- Band 12: 1840
- Band 13: 1842
- Band 14: 1844 und 1846
- Band 15: 1846
- Band 16: 1850
- Band 17: 1852
- Band 18: 1855
- Band 19: 1856
- Band 20: 1858
- Band 21: 1860
- Band 22: 1861
- Band 23: 1866
- Band 24: 1866
- Band 25: 1868
- Band 26: 1870